# Reichseisenbahnen in Elsaß-Lothringen

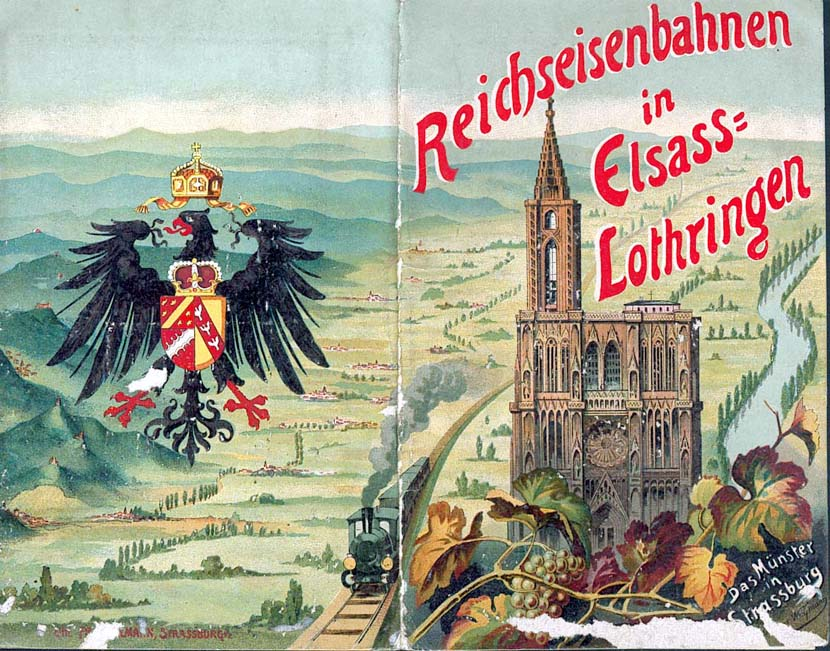
Werbung der EL auf dem Umschlag eines Fahrplanheftes, 1902

Streckennetz der EL

Die Reichseisenbahnen in Elsaß-Lothringen (EL) waren im Deutschen Kaiserreich von 1871 bis 1918 die Staatsbahn im Reichsland Elsaß-Lothringen. Sie zählten zu den modernsten und rentabelsten Eisenbahnen Europas.:56

## Vorgeschichte
Vor dem Deutsch-Französischen Krieg von 1870/71 stand der überwiegende Teil des Eisenbahnnetzes im Elsass und im 1871 annektierten Teil Lothringens (heutiges Département Moselle) im Eigentum der privatrechtlich organisierten Compagnie des chemins de fer de l’Est (EST), der Französischen Ostbahnen. Zudem betrieb die EST die im Großherzogtum Luxemburg gelegene Wilhelm-Luxemburg-Bahn (170 km).
Aufgrund des von Frankreich verlorenen Krieges und des anschließenden Friedensvertrags von Frankfurt musste Frankreich das Elsass und Lothringen an das Deutsche Reich abtreten. Zudem wurde Frankreich auferlegt, die auf nun deutschem Hoheitsgebiet (841 km) liegenden Strecken der EST zu enteignen und an das Deutsche Reich zu übergeben, was mit 325 Mio. Francs auf die von Frankreich zu zahlende Kriegskostenentschädigung angerechnet wurde.:36 Die Aktionäre der EST wurden für die Enteignung vom französischen Staat entschädigt.
Darüber hinaus erwarb das Deutsche Reich einige weitere Strecken, die in die EL eingefügt wurden:
- Die Stadt Münster verkaufte die ihr gehörende, 18 km lange Bahnstrecke von Colmar nach Münster am 12. Dezember 1871 für 2,7 Mio. Francs.
- Einige Lokalbahnen, die damals die Société belge de chemins de fer baute, wurden seitens der EL von deren Rechtsnachfolgerin, der Lothringischen Eisenbahngesellschaft, zunächst gepachtet und 1881 dann gekauft. Es handelte sich um die Strecken Saarburg–Saargemünd, Courcelles–Bolchen und Bolchen–Teterchen, die beiden letzteren Abschnitte der heute stillgelegten Bahnstrecke Courcelles–Téterchen.
- Die Strecke Château-Salins–französische Grenze bei Chambrey (Abschnitt der Bahnstrecke Champigneulles–Sarralbe) mit Abzweig von Burthécourt nach Vic-sur-Seille, ebenfalls von der Lothringischen Eisenbahngesellschaft. All diese Erwerbungen 1881 kosteten 9,9 Mio. Mark.

Nach § 6 der Zusatzkonvention zum Frankfurter Friedensvertrag hatte die Französische Ostbahn, die bis dahin die Wilhelm-Luxemburg-Bahn gegen Zahlung einer Jahrespacht von 3 Mio. Francs aufgrund eines Vertrags vom 21. Januar 1868 betrieb, ihre entsprechenden Rechte auf die französische Regierung übertragen müssen und diese wiederum dem Deutschen Reich diese Rechte übertragen.

## Organisation

### Verwaltungsaufbau

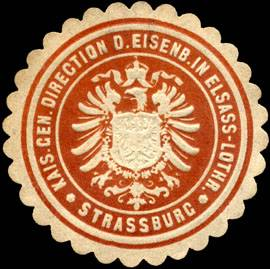
Siegelmarke der Kaiserlichen Generaldirektion der Eisenbahnen in Elsass-Lothringen

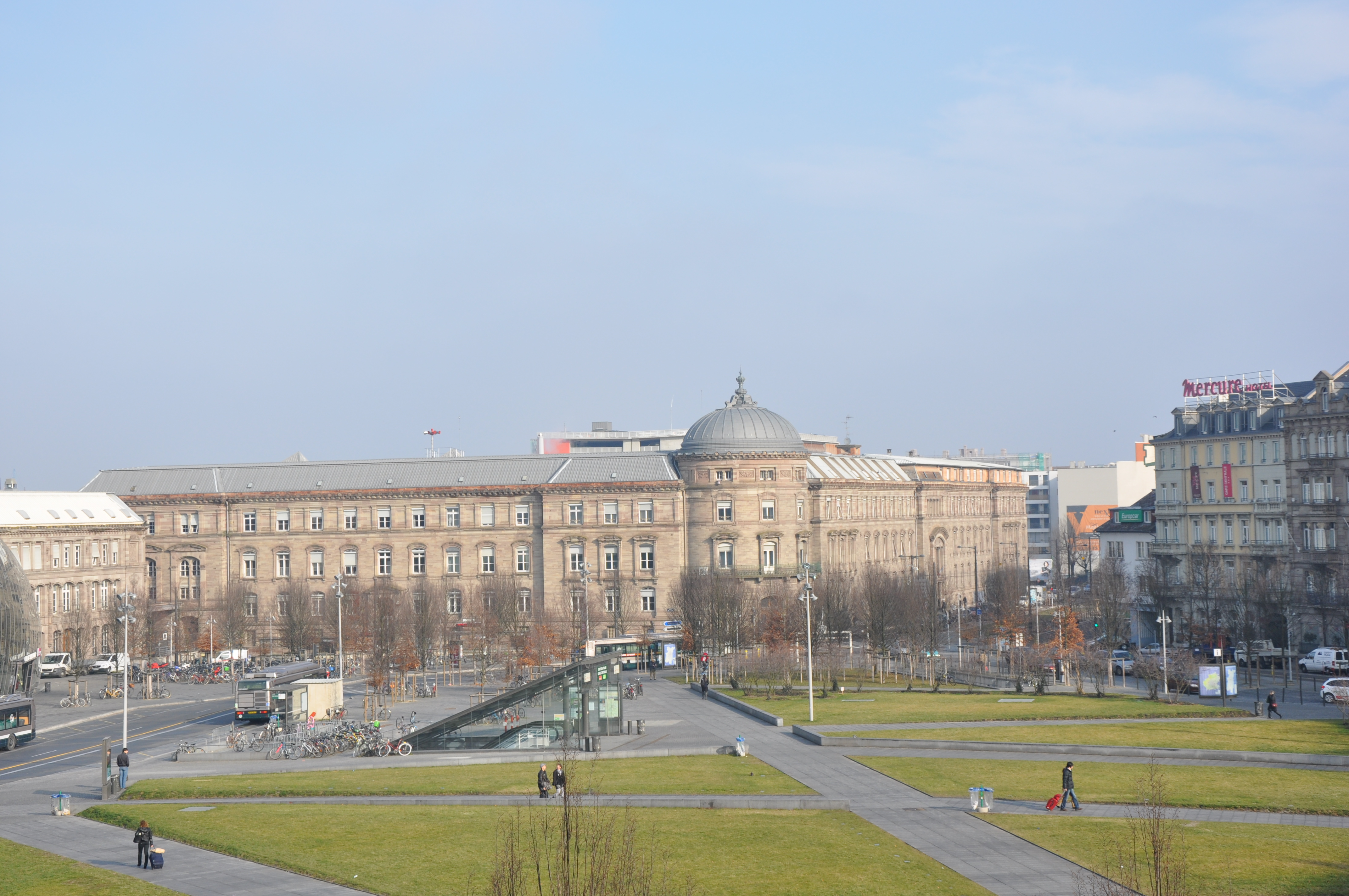
Das den Bahnhofsvorplatz nördlich abschließende Verwaltungsgebäude der Reichseisenbahnen in Elsaß-Lothringen in Straßburg

Unmittelbar nach der deutschen Besetzung des Elsass und von Lothringen 1870 wurden die Eisenbahnen in Lothringen zunächst von der Eisenbahndirektion Saarbrücken, die Eisenbahnen im Elsass von der Eisenbahn-Betriebskommission I, zunächst von Weißenburg, später von Straßburg aus verwaltet. Der Betrieb oblag vier Eisenbahninspektionen mit Sitz in Weißenburg, Zabern (später: Nancy), Straßburg und Mülhausen. Ende April 1871 waren die  Kriegsschäden an der Eisenbahninfrastruktur so weit beseitigt, dass alle Strecken wieder befahrbar waren, die übrigen Reparaturen zogen sich noch eine Zeit lang hin.:17, 20
Das Reich gründete aus dem von Frankreich übernommenen Streckennetz – insgesamt 740 Kilometer Strecken (nach anderen Angaben 841 Kilometer) – die Reichseisenbahnen in Elsaß-Lothringen. Eine Übertragung der Bahn in die Zuständigkeit des Reichslandes – analog zu den Staatsbahnen einzelner Bundesstaaten – erfolgte nie. Weder das Gesetz betreffend Verfassung und Verwaltung von Elsaß-Lothringen von 1879 noch die Verfassung Elsaß-Lothringens von 1911 sahen Kompetenzen hinsichtlich der Bahn für den Landesausschuss bzw. den Landtag des Reichslandes Elsaß-Lothringen vor.
Organisiert war die Bahn in der Kaiserlichen Generaldirektion der Eisenbahnen in Elsaß-Lothringen, die mit kaiserlichem Dekret am 9. Dezember 1871 gegründet wurde.:48, gibt den Text im Wortlaut wider Da die übrigen Eisenbahnen im Deutschen Reich damals entweder Privatbahnen oder Staatsbahnen einzelner Bundesstaaten waren, stellten die Reichseisenbahnen in Elsaß-Lothringen das einzig größere Streckennetz im Eigentum und im Betrieb des Deutschen Kaiserreichs dar.:49 Da das Reich für so etwas nicht einmal ein eigenes Verkehrsministerium besaß, unterstand die Behörde zunächst unmittelbar dem Reichskanzler. 1878 wurde in Berlin das Reichsamt für die Verwaltung der Reichseisenbahnen in Elsaß-Lothringen als „Eisenbahnministerium“ des Reiches errichtet.:49f Chef wurde mit Albert von Maybach in Personalunion der preußische Minister für öffentliche Arbeiten, dem die Königlich Preußischen Staatseisenbahnen (K.P.St.E.) unterstanden. Beide Bahnen hatten so die gleiche Spitze.:50
Die Kaiserliche Generaldirektion der Reichseisenbahnen in Elsaß-Lothringen hatte ihren Sitz in Straßburg, am Quai Kléber, in unmittelbarer Nähe zum alten Hauptbahnhof von Straßburg. In zwei Bauabschnitten und im Zusammenhang mit dem Bau des neuen Central-Bahnhofs von Straßburg entstand in unmittelbarer Nachbarschaft zu diesem 1881 bis 1884 und dann noch einmal bis 1893 das Verwaltungsgebäude der Reichseisenbahnen in Elsaß-Lothringen. An der Spitze der Generaldirektion stand ein Präsident, dem eine Reihe von Direktoren beigegeben waren.:61, listet die sieben Direktoren der Erstbesetzung Der Generaldirektion unterstanden sieben Betriebsdirektionen:52 in
- Mülhausen,
- Colmar,
- Straßburg I,
- Straßburg II,
- Saargemünd
- Metz und
- Luxemburg. Nach zunächst hinhaltendem Widerstand musste das Großherzogtum Luxemburg am 16. September 1872 zustimmen, dass die luxemburgische Wilhelmsbahn durch die Reichseisenbahnen in Elsaß-Lothringen – wie zuvor von der EST – betrieben und verwaltet wurde.[1]:42–45

Ein Beirat unter der Bezeichnung „Eisenbahnausschuß“ wurde 1874 für die Generaldirektion eingerichtet. Er bestand aus Vertretern der Handelskammern, der Landwirtschaft, der Industrie und der Handwerkskammer. Er sollte in wirtschaftlichen Fragen beraten sowie Wünsche der Eisenbahn-Nutzer zur Kenntnis bringen. Die EL war damit Vorreiter für entsprechende Einrichtungen bei anderen deutschen Bahnen.
Diese Organisation bestand bis zum 1. Oktober 1909, als eine Strukturreform in Kraft trat. Die war erforderlich geworden, weil sich die Länge des Streckennetzes seit der Gründung der EL verdoppelt hatte und der Verkehr noch weit darüber hinaus gewachsen war. Die bis dahin erforderlichen kollegialen Entscheidungen der Direktoren wurden größtenteils durch die Entscheidungshoheit des Generaldirektors ersetzt. Die Betriebsämter wurden abgeschafft und durch (Stand 1914)
- 20 Betriebsämter,
- 8 Verkehrsämter,
- 6 Maschinenämter und
- 8 Werkstättenämter

ersetzt.:54
Die EL stand wirtschaftlich stark da: 1901 hatte sie einen Etat von 93 Mio. Mark (zum Vergleich: Das Reichsland Elsaß-Lothringen hatte ein Budget von 62 Mio. Mark). Die erwirtschafteten Gewinne beliefen sich auf 20 bis 30 Mio. Mark im Jahr.:73

### Präsidenten

Hermann Mebes, erster Präsident der EL (1872–1899)

Die Präsidenten der Kaiserlichen Generaldirektion der Reichseisenbahnen in Elsaß-Lothringen kamen alle aus Preußen. Es waren:9f:
- 1872–1899 Hermann Mebes
- 1899–1909 Michael Wackerzapp
- 1910–1912 Rudolf Schmidt
- 1912–1918 Konstantin Fritsch
- 1918–1919 Georg Bodenstein

### Personal
Die EL übernahm 1871 in erheblichem Umfang Personal, das zuvor bei der EST gearbeitet hatte. Führungspersonal dagegen kam fast ausschließlich aus dem Alt-Reich. 1879 hatte die Bahn 11.200 Mitarbeiter (Beamte und Arbeiter), deren Herkunft sich wie folgt verteilte:10:
- 55 % Elsass, Lothringen und Luxemburg
- 23 % Preußen
- 16 % aus den benachbarten deutschen Bundesstaaten Großherzogtum Baden, Königreich Bayern sowie dem Großherzogtum Hessen und dem Königreich Württemberg
- 06 % aus den übrigen deutschen Bundesstaaten

Um die Jahrhundertwende waren es dann 23.000 Eisenbahner, die ein Streckennetz von 1.600 km betrieben.:56 1911 beschäftigte die EL 31.738 Personen, von denen 13.922 Beamte waren. Die Personalausgaben betrugen 54,3 Mio. Mark. 1913 waren es 33.209 Mitarbeiter.:35

## Die EL und dieWilhelm-Luxemburg-Bahn
Die Wilhelm-Luxemburg-Bahn wurde vom Deutschen Reich gepachtet und von der EL betrieben. Die Einwilligung der luxemburgischen Regierung zur Übernahme des Betriebes der im Großherzogtum Luxemburg gelegenen Strecken durch die deutsche Verwaltung wurde mit einem Staatsvertrag zwischen dem Deutschen Reich und dem Großherzogtum Luxemburg vom 11. Juni 1872 erteilt. Die Übernahme der Verwaltung durch die EL fand am 16. September 1872 statt. Es handelte sich um 170 km Strecke:
- Bahnstrecke Luxemburg–Kleinbettingen (belgische Grenze) (18,8 km)
- Bahnstrecke Luxemburg–Bettemburg Grenze (16,8 km)
- Bahnstrecke Bettembourg–Esch (9,6 km)
- Bahnstrecke Nörtzingen–Rümelingen (6,6 km)
- Bahnstrecke Luxemburg–Wasserbillig (Grenze) (37,4 km)
- Bahnstrecke Ettelbrück–Diekirch (4,1 km)
- Bahnstrecke Luxemburg–Ulflingen (belgische Grenze) (76,8 km)

Zwischen 1881 und 1884 gingen weitere Strecken der Wilhelm-Luxemburg-Bahn in Betrieb, die unter unterschiedlichen Bedingungen von der EL zum Betrieb übernommen wurden:
- Esch–Deutsch-Oth–Redingen (Esch-sur-Alzette–Audun-le-Tiche–Rédange) mit Anschlussbahnen (12,8 km, davon 11,3 km in Lothringen)
- Bettemburg–Düdelingen Werk (6,4 km)
- Verbindungskurve Nörtzingen (1,3 km)
- Öttingen–Rümelingen–Langenacker (1,8 km)
- Tetingen–Langengrund (3,5 km)

Damit stieg die Kilometerzahl des von der EL betriebenen Netzes der Wilhelm-Luxemburg-Bahn auf 195,8 km. 1912 waren bei der Wilhelm Luxemburg-Bahn, vorhanden:
- 292 km Haupt- und 191 km Nebengleise. Hinzu kamen 75 km Anschlussbahnen und -gleise, die nicht dem öffentlichen Verkehr dienten.
- 1235 Weichen waren eingebaut und es gab
- 30 Drehscheiben.
- Das Netz wies 39 Bahnhöfe und 7 Haltepunkte auf.
- 110 eiserne Brücken und 4 Viadukte mit 755 m Gesamtlänge sowie
- 25 Tunnel mit 5939 m Gesamtlänge waren die herausragenden Kunstbauten.
- Die Länge der mit Telegrafenstangen ausgestatteten Strecken betrug 188 km, die 996 km Bahnleitungen trugen. Angeschlossen waren daran
- 121 Morsegeräte und
- 412 Telefone.

Wegen der auf luxemburgischem und schweizerischem Gebiet betriebenen Strecken bestanden eine Reihe besonderer Regelungen. Während für die EL normalerweise der Gerichtsstand Straßburg galt, lag dieser abweichend für alle die Wilhelm-Luxemburg-Bahn betreffenden Streitigkeiten in Luxemburg. Während das Personal der EL in deren Stammgebiet – neben Arbeitern – aus Reichsbeamten bestand, war das für Luxemburger – als Ausländer – nicht möglich. Die entsprechenden Mitarbeiter waren aber in Bezug auf Pensionierung, Fürsorge, Entschädigung bei Betriebsunfällen den Reichsbeamten gleichgestellt.

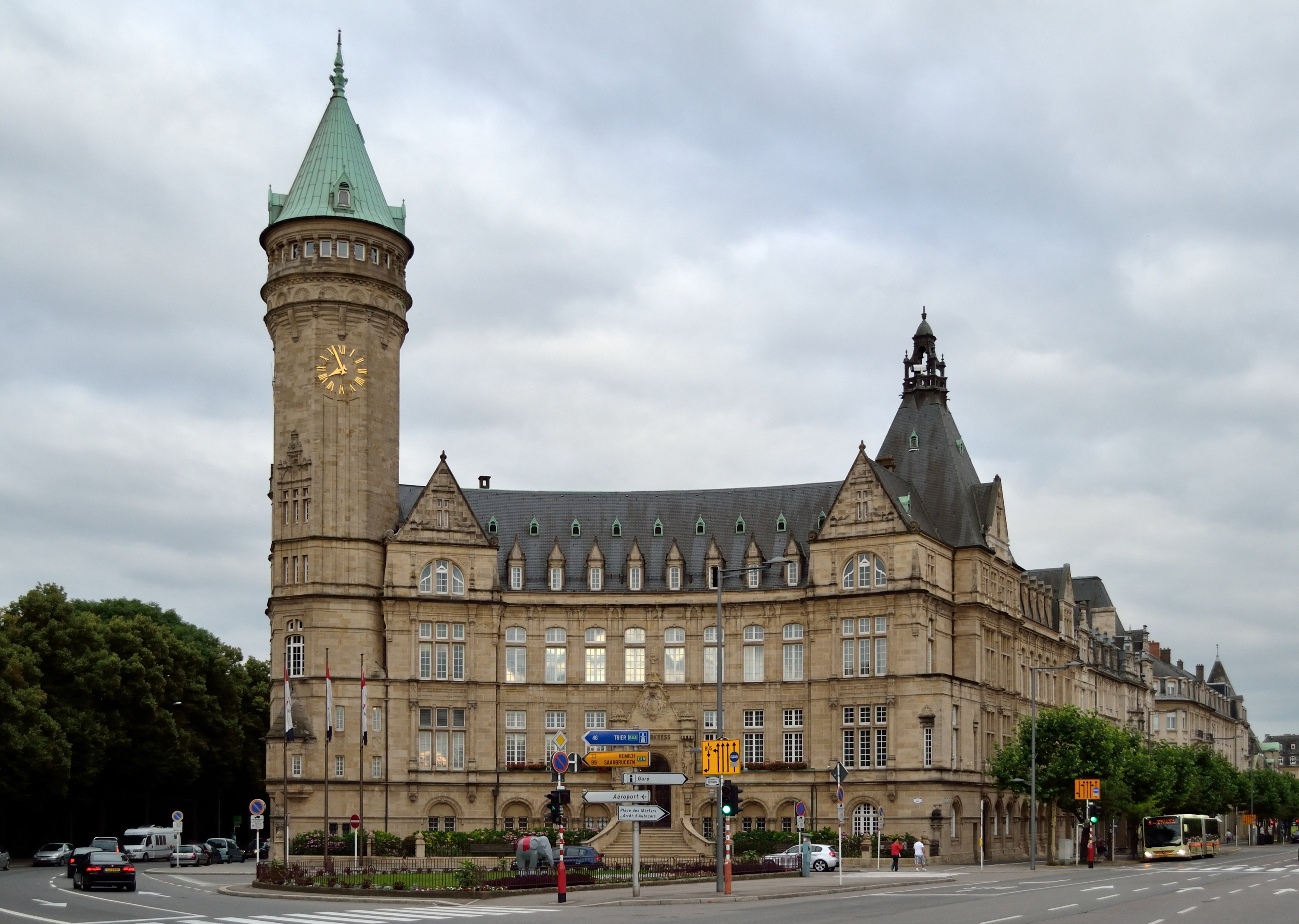
Verwaltungsgebäude der EL in Luxemburg

Der mit Luxemburg geschlossene Staatsvertrag verpflichtete die EL, die Verwaltung der Wilhelm-Luxemburg-Bahnen von einem Dienstsitz in der Stadt Luxemburg aus wahrzunehmen. Dazu errichtete die EL ein prunkvolles Verwaltungsgebäude (heute: 1, place de Metz), das nach 1918 als Hauptsitz der Staatsbank des Großherzogtums Luxemburg diente und heute unter anderem das Musée de la Banque beherbergt.
Die in Belgien gelegenen Strecken der Wilhelm-Luxemburg-Bahn, die zuvor in gleicher Weise von der Französischen Ostbahn pachtweise betrieben wurden, übernahm Belgien zum Betrieb und erstattete dafür Deutschland 1/6 des Pachtzinses von 3 Mio. Francs, den das Deutsche Reich an die Wilhelm-Luxemburg-Bahn zu zahlen hatte. Das regelte ein weiterer Staatsvertrag zwischen Deutschland und Belgien vom 11. Juli 1873.
Der ursprüngliche Pachtvertrag über die Wilhelm-Luxemburg-Bahn, in den die EL eintrat, war auf Ende 1912 befristet. Unter dem 16. Juli 1902 wurde aber ein neuer Pachtvertrag geschlossen, der die Rechtsgrundlagen für sämtliche bisher durch verschiedene Verträge gepachteten Strecken konsolidierte, die Pachtdauer bis zum Ablauf der Konzession Ende 1959 und den Pachtzins auf 4 Mio. Mark festsetzte, der allerdings auf 3,87 Mio. Mark diskontiert war. Gleichzeitig übernahm die EL alle Außenstände unter völliger Freistellung der Wilhelm-Luxemburg-Bahn. Diese wurde so zu einer reinen Finanzgesellschaft, die nur noch die Verzinsung und Tilgung der aufgenommenen Kredite aus der festen Pachtzahlung abwickelte. Dieser Vertrag wurde durch einen Staatsvertrag zwischen dem Deutschen Reich und Luxemburg vom 11. November 1902 bestätigt. Er regelte auch die Rückzahlung von Subventionen, die seitens der Luxemburger Regierung der Wilhelm-Luxemburg-Bahn gewährten worden waren Mit dem Ende des Ersten Weltkrieges nahmen auch diese Vereinbarungen, ebenso wie der Betrieb der Wilhelm-Luxemburg-Bahn durch die EL und auch diese selbst ein vorzeitiges Ende.

## Betrieb

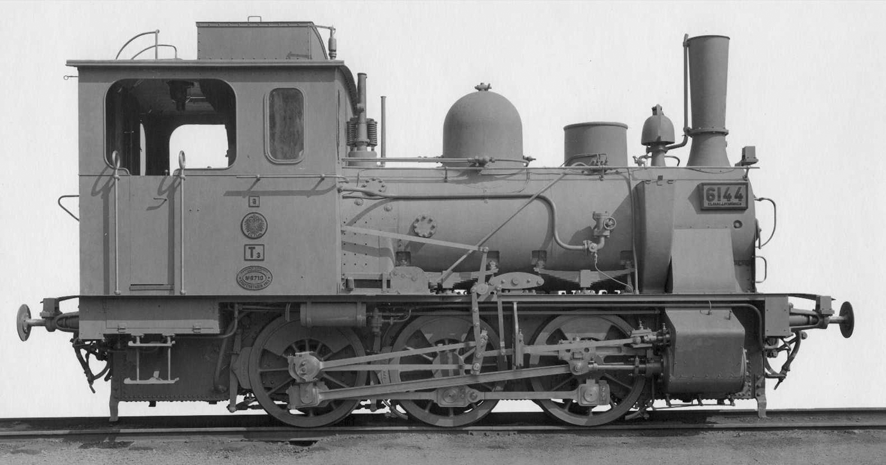
Bei der Elsässischen Maschinenbau-Gesellschaft Grafenstaden (EMBG) gebaute T 3 6144 (1913)

### Entwicklung
Anfangs stellte die durch den Krieg beschädigte Infrastruktur ein erhebliches Problem dar.:122 Nach der Reparatur der Schäden im Schienennetz folgte eine erste Phase des Ausbaus, die bis etwa 1883 dauerte. 1872 und 1873 wurden mit je einem Reichsgesetz Beträge in Millionenhöhe für Reparatur und Ausbau der Eisenbahninfrastruktur im Zuständigkeitsbereich der EL bereitgestellt. Mit ergänzenden Strecken wurde das Netz an die durch die neue Grenze zu Frankreich und dem sich nach Deutschland ausrichtenden Verkehr angepasst. 1883 bestanden zwischen allen größeren Städten in Elsaß-Lothringen direkte Verbindungen: Von Basel bis Diedenhofen führte die Magistrale des Netzes über Mülhausen, Colmar, Straßburg, Zabern, Saarburg und Metz. Von Saargemünd nach Diedenhofen war der direkte Weg über Beningen, Hargarten und Kedingen hergestellt. Nur die direkte Strecke zwischen Straßburg und Saargemünd ließ noch bis 1895 auf sich warten.
Die französischen Truppen hatten 1870 auf ihrem Rückzug fast das gesamte rollende Material mitgenommen, die Erstausstattung der EL bestand so überwiegend aus während des Krieges aus dem Kriegsfonds beschafften 86 Lokomotiven, 200 bedeckten und 341 offenen Güterwagen. Die Personenwagen bestanden überwiegend aus geliehenen Fahrzeugen anderer deutscher Bahnen. Dem folgten Neubauten, vor allem nach dem Vorbild der Königlich Preußischen Staatseisenbahnen. Schon in der zweiten Hälfte des Jahres 1871 wurden 92 Lokomotiven, 436 Personen-, 14 Gepäck-, 550 gedeckte und 4080 offene Güterwagen geliefert. Bis Mitte 1874 wurden Fahrzeuge im Wert von 50 Mio. Mark beschafft, darunter 405 Lokomotiven, knapp 1.000 Personen- und Gepäckwagen und etwa 9.500 Güterwagen.:20 Als Lieferanten traten vor allem auch lokale Unternehmen wie de Dietrich aus Reichshoffen und die Elsässische Maschinenbau-Gesellschaft Grafenstaden neben allen namhaften Waggonfabriken des Kaiserreichs auf. Größere Anteile hatten die Firmen Gebrüder Gastell aus Mainz sowie van der Zypen und Charlier aus Köln-Deutz. So waren Ende 1872 bereits 196 Lokomotiven, 437 Personen-, 49 Gepäck-, 890 bedeckte und 5814 offene Güterwagen im Bestand. Trotz all dieser Hindernisse beförderte die EL 1872 schon 8,4 Mio. Reisende und 4,2 Mio. Tonnen Güter. Die Einnahmen betrugen in diesem Jahr 8,4 Mio. Mark, die Ausgaben 6,3 Mio. Mark.
Auch der Betrieb wurde prinzipiell nach den Vorschriften der K.P.St.E. gestaltet. So standen die Signale rechts und auf zweigleisigen Strecken wurde auch rechts gefahren.
Die zulässige Höchstgeschwindigkeit betrug anfangs 30 km/h für Güterzüge, 60 km/h für Personenzüge und 75 km/h für Schnellzüge. 1894 wurde das für Güterzüge auf 40 km/h heraufgesetzt. Die zulässige Höchstgeschwindigkeit für alle Reisezüge wurde schrittweise bis 1901 auf 85 km/h angehoben.:144

### Infrastruktur

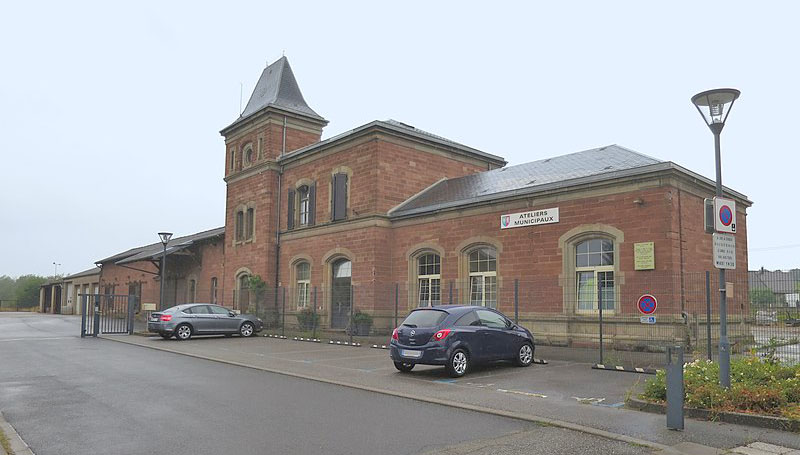
Typenbahnhof Bouxwiller

Von Beginn an bis ins 20. Jahrhundert hinein verwendete die EL bei kleineren und mittleren Empfangsgebäuden in der Regel Typenbauten, für die ein wuchtiger Turm mit einem hohen Zeltdach, ein zweigeschossiges Hauptgebäude, einstöckige Anbauten und eine starke Gliederung typisch waren.
1914 umfasste das Streckennetz der EL 1.985 km, davon 1.304 km Hauptbahnen.:33 Davon verliefen knapp 30 km auf preußischem Gebiet, 1 km Strecke zwischen Saargemünd und preußischer Grenze war an die Preußisch-Hessische Eisenbahngemeinschaft verpachtet, etwas über 5 km bei Basel dagegen von den Schweizerischen Bundesbahnen gepachtet. Die Betriebslänge betrug so 1823 km. Bis 1903 war mit 996 km etwa die Hälfte des Netzes der EL zweigleisig ausgebaut:26, drei Streckenabschnitte sogar viergleisig.:28, 34 Hinzu kam noch die zweigleisige Umgehungsbahn für den Güterverkehr (mit Güterbahnhof), die Mühlhausen nördlich und östlich umging und damit die Magistrale Straßburg–Basel in diesem Abschnitt ebenfalls viergleisig machte.
Neben dem Netz in Normalspur betrieb die EL auch noch 78 km Schmalspurstrecken. Dazu gehörten:
- die Bahnstrecke Lutzelbourg–Drulingen[1]:255[2],
- die Bahnstrecke Colmar–Marckolsheim mit dortigem Anschluss an die Überlandstraßenbahn Straßburg–Markolsheim[2],
- die Bahnstrecke Colmar–Bollweiler (über Ensisheim)[2] – die Strecke wurde später auf Normalspur umgespurt[10] – und
- die Bahnstrecke Colmar–Lapoutroye[11].

1912 waren im Stammnetz, also ausschließlich der Wilhelm Luxemburg-Bahn, vorhanden:
- 2934 km Haupt- und 1487 km Nebengleise. Hinzu kamen 388 km Anschlussbahnen und -gleise, die nicht dem öffentlichen Verkehr dienten.
- 9545 Weichen waren eingebaut und es gab
- 409 Drehscheiben.
- Das Netz wies 352 Bahnhöfe und 114 Haltepunkte auf.
- 630 eiserne Brücken und 20 Viadukte mit 4137 m Gesamtlänge sowie
- 32 Tunnel mit 15.640 m Gesamtlänge waren die herausragenden Kunstbauten.
- Die Länge der mit Telegrafenstangen ausgestatteten Strecken betrug 1910 km, die 15.480 km Bahnleitungen trugen. Angeschlossen waren daran
- 1271 Morsegeräte und
- 2890 Telefone.

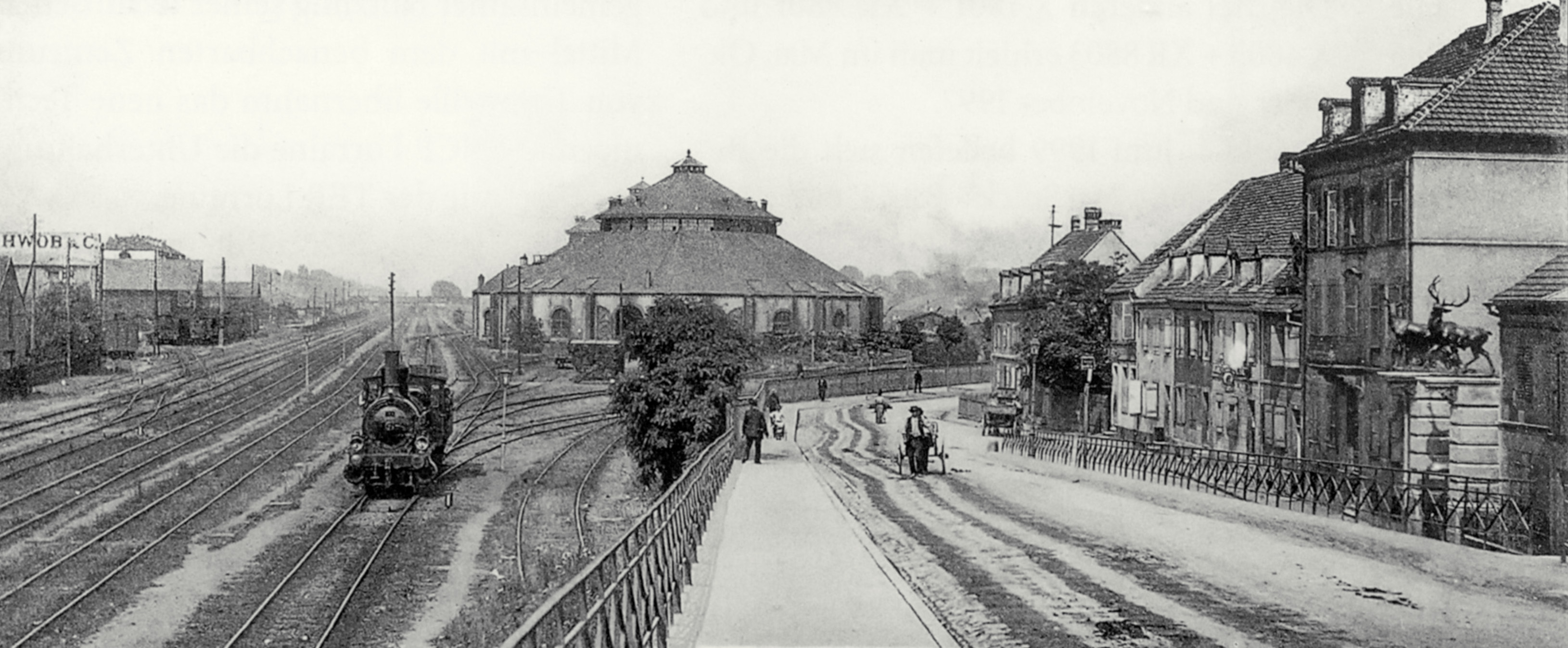
Bahnbetriebswerk Mühlhausen mit den zentralen Ringlokschuppen

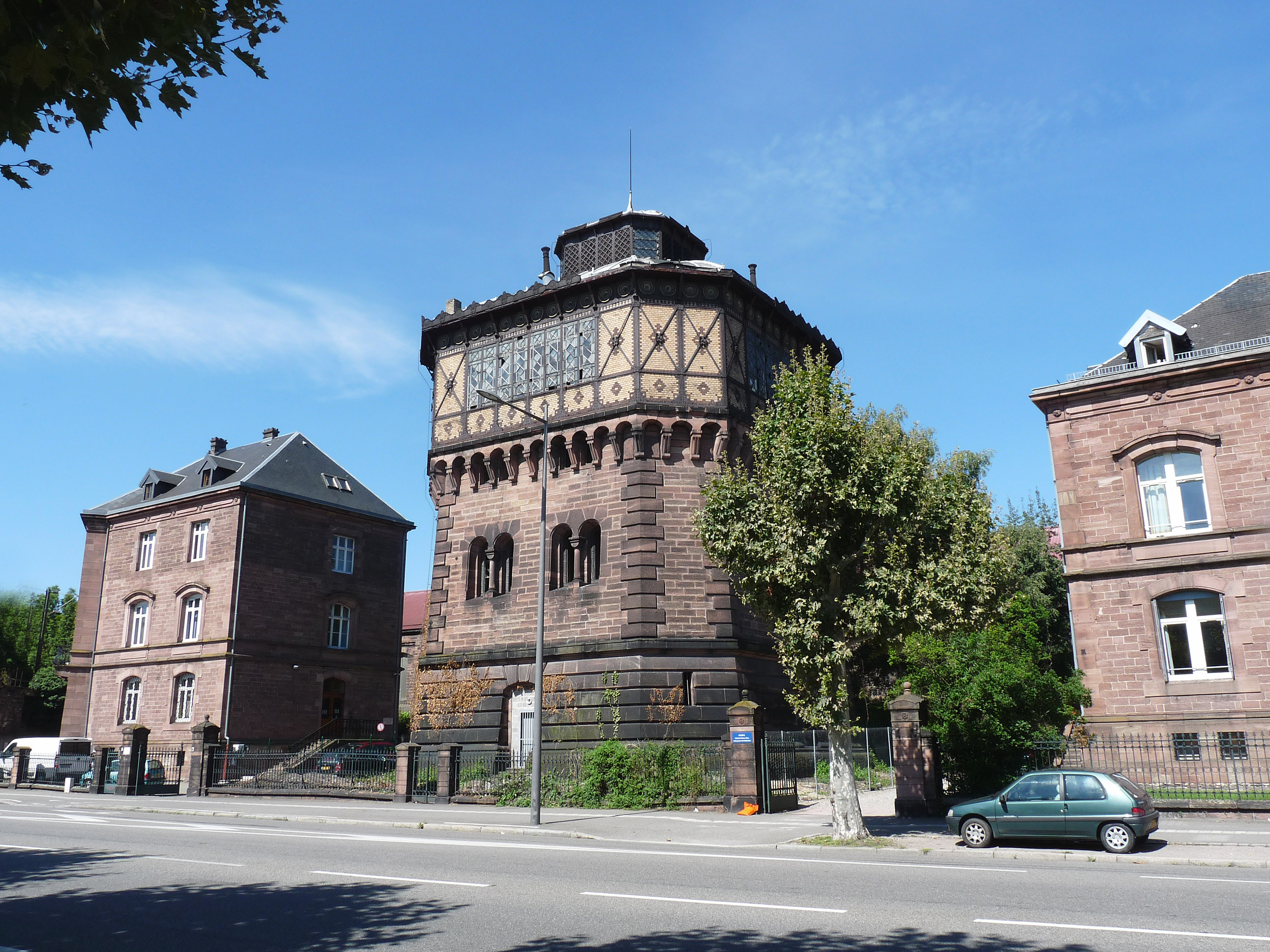
Wasserturm und Dienstgebäude des Bahnbetriebswerks Straßburg

Bahnbetriebswerke bestanden in unterschiedlicher Größe in:
- Bensdorf
- Colmar
- Diedenhofen
- Forbach
- Hagenau
- Hargarten
- Hausbergen
- Metz
- Mühlhausen
- Rieding
- Saarburg
- Saargemünd
- Schlettstadt
- Straßburg
- Zabern

1917 bestanden im Bereich der El 503 Anschlussgleise (1873 waren es 55 gewesen).:35

### Streckeneröffnungen
Das Netz der Reichseisenbahnen in Elsaß-Lothringen wurde in den Jahrzehnten nach 1871 umfangreich ausgebaut. 1912 umfasste es Strecken von 2100 km Länge, davon 78 km in Schmalspur. Die EL eröffnete im Laufe ihres Bestehens zahlreiche Strecken
- 1. April 1873: Metz–Amanweiler (Grenze), 14,99 km (Bahnstrecke Conflans-Jarny–Metz)
- 25. Juli 1876: Bahnstrecke Straßburg–Lauterburg (Grenze), 56,84 km
- 1. August 1877: die beiden Endabschnitte der Bahnstrecke Sélestat–Saverne zwischen  Schlettstadt und Barr, 17,45 km; sowie zwischen Zabern und Wasselnheim, 18,31 km, beide Abschnitte eingleisig, aber mit zweigleisigem Unterbau
- 15. Oktober 1877: Mutzig–Rothau, 23,06 km, eingleisig (Abschnitt der Bahnstrecke Strasbourg–Saint-Dié)
- 15. Oktober 1877: Steinburg–Buchsweiler 12,90 km, eingleisig (Abschnitt der Bahnstrecke Steinbourg–Rastatt)
- 10. Dezember 1877: Berthelmingen–Remilly 54,12 km, zweigleisig (Abschnitt der Bahnstrecke Réding–Metz-Ville)
- 10. Dezember 1877: Verbindungskurve Rieding / Saaraltdorf, 2,76 km, zweigleisig (Abschnitt der Bahnstrecke Réding–Metz-Ville). Die beiden letztgenannten Abschnitte stellten die direkte Verbindung zwischen Straßburg und Metz her.
- 5. Januar 1878: Colmar–Rheinbrücke Breisach–Neuf-Brisach, 20,75 km, eingleisig (Abschnitt der Bahnstrecke Freiburg–Colmar)
- 6. Februar 1878: Mülhausen–Rheinbrücke Neuenburg–Chalampé, 17,55 km, eingleisig (Abschnitt der Bahnstrecke Müllheim–Mulhouse)
- 11. Februar 1878: St. Ludwig–Palmrainbrücke, 3,65 km, eingleisig. Dieser Abschnitt der Bahnstrecke Weil am Rhein–Saint-Louis (Haut-Rhin) diente dazu, das Schweizer Hoheitsgebiet bei Basel zu umfahren.
- 15. Mai 1878: Diedenhofen bis zur Betriebsgrenze der Preußischen Staatseisenbahnen bei Perl, 22,18 km, zweigleisig. Dieser Abschnitt der Bahnstrecke Thionville–Trier war das letzte fertiggestellte Teilstück der Kanonenbahn, der Strecke Berlin–Wetzlar–Koblenz–Metz.
- 1. April 1880: Téterchen–Bous (Saar), 21,30 km. Dies war ein Abschnitt der Bahnstrecke Völklingen–Thionville. Sie verlief überwiegend auf preußischem Gebiet.
- 1. April 1881: Verbindungskurve Wadgassen–Völklingen, 5,17 km, zweigleisig. Dieser Abschnitt der Bahnstrecke Völklingen–Thionville lag insgesamt auf preußischem Gebiet.
- 1. November 1881: Buchsweiler–Schweighausen 20,59 km, zweigleisig (Abschnitt der Bahnstrecke Steinbourg–Rastatt)
- 1. November 1881: Château-Salins–Saaralben, 49,42 km. Die Eröffnung erfolgte zwischen Château-Salins und Bensdorf eingleisig, zwischen Bensdorf und Saaralben zweigleisig. Es handelt sich um die Bahnstrecke Kalhausen–Sarralbe und einen Abschnitt der Bahnstrecke Champigneulles–Sarralbe.
- 1. Mai 1882: Dieuze–Bensdorf, 13,21 km, eingleisig (Abschnitt der Bahnstrecke Nouvel-Avricourt–Bénestroff)
- 1. Mai 1882: Karlingen–Hargarten, 8,74 km, zweigleisig (Abschnitt der Bahnstrecke Haguenau–Falck-Hargarten)
- 1. April 1883: Téterchen–Kedingen 28,95 km, zweigleisig und
- 1. Juni 1883 Kedingen-Diedenhofen, 16,66 km, zweigleisig. Damit war die direkte Verbindung zwischen Saargemünd und Diedenhofen (Thionville) hergestellt.[1]:124 Die Strecke war als Erzbahn konzipiert und galt als profitabelste Eisenbahnverbindung in Deutschland. Das hohe Verkehrsaufkommen erforderte den zweigleisigen Ausbau, was den nochmaligen Anstieg des Transportvolumens zur Folge hatte.
- 1. September 1884: Sentheim–Masmünster, 5,37 km, eingleisig (Abschnitt der Bahnstrecke Cernay–Sewen)
- 1. November 1884: Lauterburg–Rheinhafen Lauterburg, 1,70 km, eingleisig
- 15. Dezember 1884: Gebweiler–Lautenbach, 6,20 km, eingleisig (Endabschnitt der Bahnstrecke Bollwiller–Lautenbach)
- 1. November 1885: Lutterbach–Mühlhausen Nord, 3,70 km, eingleisig
- 5. August 1886: Mühlhausen Nord–Mülhausen Hafen, 3,47 km, eingleisig
- 15. November 1888: Hagendingen–Groß-Moyeuvre, 10,05 km, zweigleisig (Abschnitt der Bahnstrecke Saint-Hilaire-au-Temple–Hagondange)
- 16. Dezember 1889: Buchsweiler–Ingweiler 6,58 km, eingleisig
- 1. Oktober 1890: Rothau–Saales 16,55 km, eingleisig (Abschnitt der Bahnstrecke Strasbourg–Saint-Dié)
- 1. Oktober 1891: Weilertal[Anm. 3]–Weiler, 9,4 km, eingleisig (Zweigstrecke der Bahnstrecke Sélestat–Lesseux-Frapelle)
- 1. Dezember 1891: Walburg–Wörth (Sauer) 8,93 km, eingleisig (erster Abschnitt der Bahnstrecke Walbourg–Lembach)
- 4. Januar 1892: Bahnstrecke Altkirch–Pfirt, 23,84 km, eingleisig
- 4. Januar 1892: Bahnstrecke Saarburg–Alberschweiler, 16,26 km, eingleisig
- 1. Juni 1892: Oberhammer[Anm. 4]–Vallerystal[Anm. 5] 9,42 km, eingleisig
- 1. November 1893: Bahnstrecke Merzweiler–Selz, 34,84 km, eingleisig

- 1. November 1893: Münster–Metzeral, 5,62 km, eingleisig (Endabschnitt der Bahnstrecke Colmar–Metzeral)
- 1. Mai 1895: Hagenau–Röschwoog–Rheinbrücke Wintersdorf, 28,54 km, zweigleisig (Westabschnitt der Bahnstrecke Steinbourg–Rastatt)
- 1. Mai 1895: Bahnstrecke Mommenheim–Saargemünd, 74,53 km, zweigleisig
- 1. Mai 1895: Bahnstrecke Kalhausen–Saaralben, 7,8 km, zweigleisig
- 21. Juli 1897: Bahnstrecke Wingen–Münztal, 12,05 km, eingleisig
- 1. Mai 1899: Verbindungskurve Mülhausen Nord–Rixheim, 7,57 km, eingleisig
- 1. November 1899: Fentsch–Aumetz, 9,40 km, eingleisig (Abschnitt der Bahnstrecke Fontoy–Esch-sur-Alzette)
- 1. Mai 1900: Verbindungskurve Bischweiler–Oberhofen, 3,66 km, eingleisig (Verbindungskurve zwischen den Strecken Steinbourg–Rastatt und Vendenheim–Wissembourg)
- 1. Juli 1900: Bahnstrecke Lauterbourg–Wissembourg, 20,76 km, eingleisig
- 1. Juli 1901: Bahnstrecke Bouzonville–Dillingen, 20,33 km, zweigleisig, verlief überwiegend in Preußen.
- 1. August 1901: Masmünster–Sewen 8,52 km, eingleisig (hinterer Abschnitt der Bahnstrecke Cernay–Sewen)
- 1. Dezember 1901 / 1. März 1904: Aumetz–Deutsch Oth-Berg, 6,96 km, eingleisig (Abschnitt der Bahnstrecke Fontoy–Esch-sur-Alzette)
- 1. Mai 1904: Château-Salins–Liocourt, 23,24 km, eingleisig, und
- 1. Dezember 1904: Liocourt-Metz 34,97 km eingleisig. Diese militärstrategisch bedeutsame Bahnstrecke Metz–Château-Salins verlief längs der lothringisch-französischen Grenze.
- 2. Januar 1905: Wesserling–Krüt, 4,80 km, eingleisig (Endabschnitt der Bahnstrecke Lutterbach–Kruth)
- 1. April 1908: Bahnstrecke Metz–Anzelingen, 30,88 km, zweigleisig
- 17. August 1908: Güterumgehungsbahn Metz–Woippy, 13,79 km, zweigleisig
- 30. Oktober 1909: Bahnstrecke Schlettstadt–Sundhausen, 14,92 km, eingleisig
- 1. November 1910: Bahnstrecke Dammerkirch–Pfetterhausen/Grenze, 20,12 km, eingleisig
- 1. April 1913: Diemeringen–Drulingen, 36,83 km (Abschnitt der Bahnstrecke Réding–Diemeringen)[3]:33
- 17. März 1915: Bahnstrecke Waldighofen–Sankt Ludwig, 22,57 km, provisorische Inbetriebnahme[3]:33
- 1. November 1917: Bahnstrecke Merzig–Bettsdorf-Waldwiese[3]:33

Insgesamt wurden von der EL in der Zeit ihres Bestehens etwa 1.200 km Strecke neu gebaut.:33

## Verkehr

### Verkehrsgeografie
Nach dem Umbruch von 1871 dauerte es fast 10 Jahre, bis sich die Wirtschaft von Elsaß-Lothringen wieder erholte. Diese Rezession wirkte sich auch auf den Umfang des Eisenbahnverkehrs und die Einnahmen der EL aus.:122f Danach ging es langsam und nicht stetig aufwärts. Erst Ende der 1880er Jahre verbesserte sich die Situation.:125
Die EL hatte eine zentrale Stellung im europäischen Eisenbahnnetz, da sich hier mehrere Fernverbindungen kreuzten:10:
- Skandinavien und Norddeutschland / Schweiz und Italien,
- Großbritannien, Belgien und Niederlande / Schweiz Italien,
- Nordfrankreich / Deutschland und Österreich-Ungarn und
- Südfrankreich / Deutschland.

Andererseits war das Netz der EL in all den Verbindungen auch recht einfach zu umfahren. So hatte die Eröffnung der Arlbergbahn 1883 zur Folge, dass ein Teil des Transitverkehrs zwischen Österreich-Ungarn und Frankreich auf die Verbindung Arlbergbahn–Schweiz:124 oder nach dem Brückeneinsturz von Münchenstein 1891 auf der Jurabahn der schweizerisch-französische Güterverkehr auf die Verbindung über den Grenzübergang Delle zwischen Frankreich und der Schweiz auswich.:126 Das führte zu Konkurrenzsituationen, in denen die Bahn im Güterverkehr hauptsächlich über die Tarife und im Personenverkehr hauptsächlich über verkürzte Fahrzeiten zu punkten versuchte. Davon profitierten letztendlich die Nutzer. Zu den Großherzoglich Badischen Staatseisenbahnen entwickelte sich eine scharfe Konkurrenz in der Relation entlang des Rheins zwischen dem Rhein-Main-Gebiet und Basel.:148–155; 304–308
Nach 25 Jahren des Ausbaus der Anschlüsse an die benachbarten deutschen Bahnen bestanden mit den Rheinbrücken bei Weil, Müllheim, Breisach, Straßburg und Wintersdorf fünf Rheinübergänge zu den Badischen Staatseisenbahnen, in Lauterburg, Weißenburg und Saargemünd Übergänge zu den Pfälzischen Eisenbahnen und in Saargemünd, Völklingen, Bous und Sierck Anschluss an die Preußischen Staatseisenbahnen.

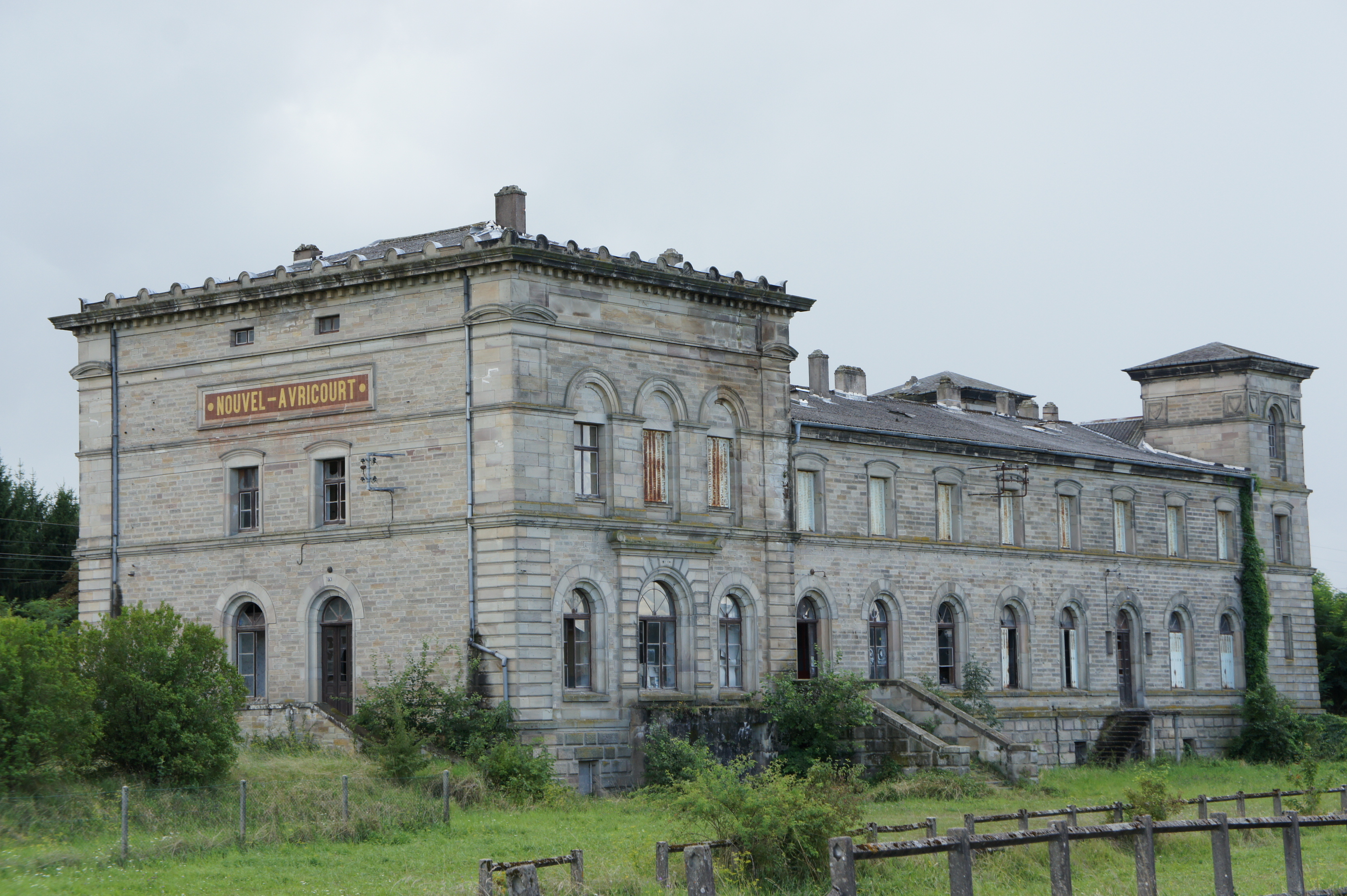
Empfangsgebäude des Grenzbahnhofs Deutsch Avricourt

An den Außengrenzen des Deutschen Reiches berührte das Netz der EL die Schweiz, Frankreich und Belgien. Das Großherzogtum Luxemburg gehörte dagegen zum Deutschen Zollverein, so dass hier keine Grenzkontrolle stattfand. Grenzbahnhöfe der EL waren (von Nord nach Süd):183:
| EL-Bahnhof                                            | Ausländischer Grenzbahnhof | Bahnstrecke                                          | Staat      | Anmerkung                                                 |
| ----------------------------------------------------- | -------------------------- | ---------------------------------------------------- | ---------- | --------------------------------------------------------- |
| Ulflingen                                             | Gouvy                      | Bahnstrecke Luxemburg–Spa                            | Belgien    | Grenzübergang aus Luxemburg                               |
| Kleinbettingen                                        | Sterpenich                 | Bahnstrecke Namur–Luxemburg                          | Belgien    | Grenzübergang aus Luxemburg                               |
| Deutsch-Oth:36 f                                      | Villerupt                  | Bahnstrecke Valleroy-Moineville–Villerupt-Micheville | Frankreich |                                                           |
| Aumetz:33                                             | Crusnes                    | Bahnstrecke Fontoy–Esch-sur-Alzette                  | Frankreich | Privates Anschlussgleis eines französischen Bergwerks     |
| Fentsch:36                                            | Audun-le-Roman             | Bahnstrecke Mohon–Thionville                         | Frankreich |                                                           |
| Amanweiler:38–40                                      | Batilly                    | Bahnstrecke Conflans-Jarny–Metz                      | Frankreich |                                                           |
| Novéant-sur-Moselle:40–42 1915–1918: Neuburg (Lothr.) | Pagny-sur-Moselle          | Bahnstrecke Frouard–Novéant                          | Frankreich |                                                           |
| Chambrey:42–44                                        | Moncel-sur-Seille          | Bahnstrecke Champigneulles–Sarralbe                  | Frankreich | Zur EL erst seit 1881 (zuvor: Lothringische Eisenbahn-AG) |
| Deutsch-Avricourt:45–49 1915–1918: Elfringen (Lothr.) | Igney-Avricourt            | Bahnstrecke Paris–Straßburg                          | Frankreich |                                                           |
| Altmünsterol:73–75                                    | Petit-Croix                | Bahnstrecke Paris–Mulhouse                           | Frankreich |                                                           |
| Pfetterhausen:75–77                                   | Pumpfel                    | Bahnstrecke Dammerkirchen–Pfetterhausen (Grenze)     | Schweiz    | ab 1910                                                   |
| St. Ludwig                                            | St. Johann                 | Bahnstrecke Straßburg–Basel                          | Schweiz    |                                                           |

Im inländischen Verkehr hatte die EL 16 Übergänge an benachbarte deutsche Eisenbahnen:
- 8 an die Preußischen Staatseisenbahnen[Anm. 6] (ab 1897: Preußisch-Hessische Eisenbahngemeinschaft)
- 3 an die Pfälzischen Eisenbahnen[Anm. 7] (ab 1909: Königlich Bayerische Staatseisenbahnen)
- 5 über Brücken und den Rhein an die Großherzoglich Badischen Staatseisenbahnen[Anm. 8]

### Fahrzeuge
An Fahrzeugen waren für das normalspurige Netz 1913 vorhanden:35
- 1129 Lokomotiven
- 11 elektrische Triebwagen
- 2311 Personenwagen
- 755 Gepäckwagen
- 98 Bahnpostwagen
- 29.628 Güterwagen[Anm. 9]

Dazu traten für die Schmalspurbahnen der EL
- 20 Lokomotiven
- 40 Personenwagen
- 13 Gepäckwagen
- 51 gedeckte Güterwagen
- 130 offene Güterwagen.

### Personenverkehr

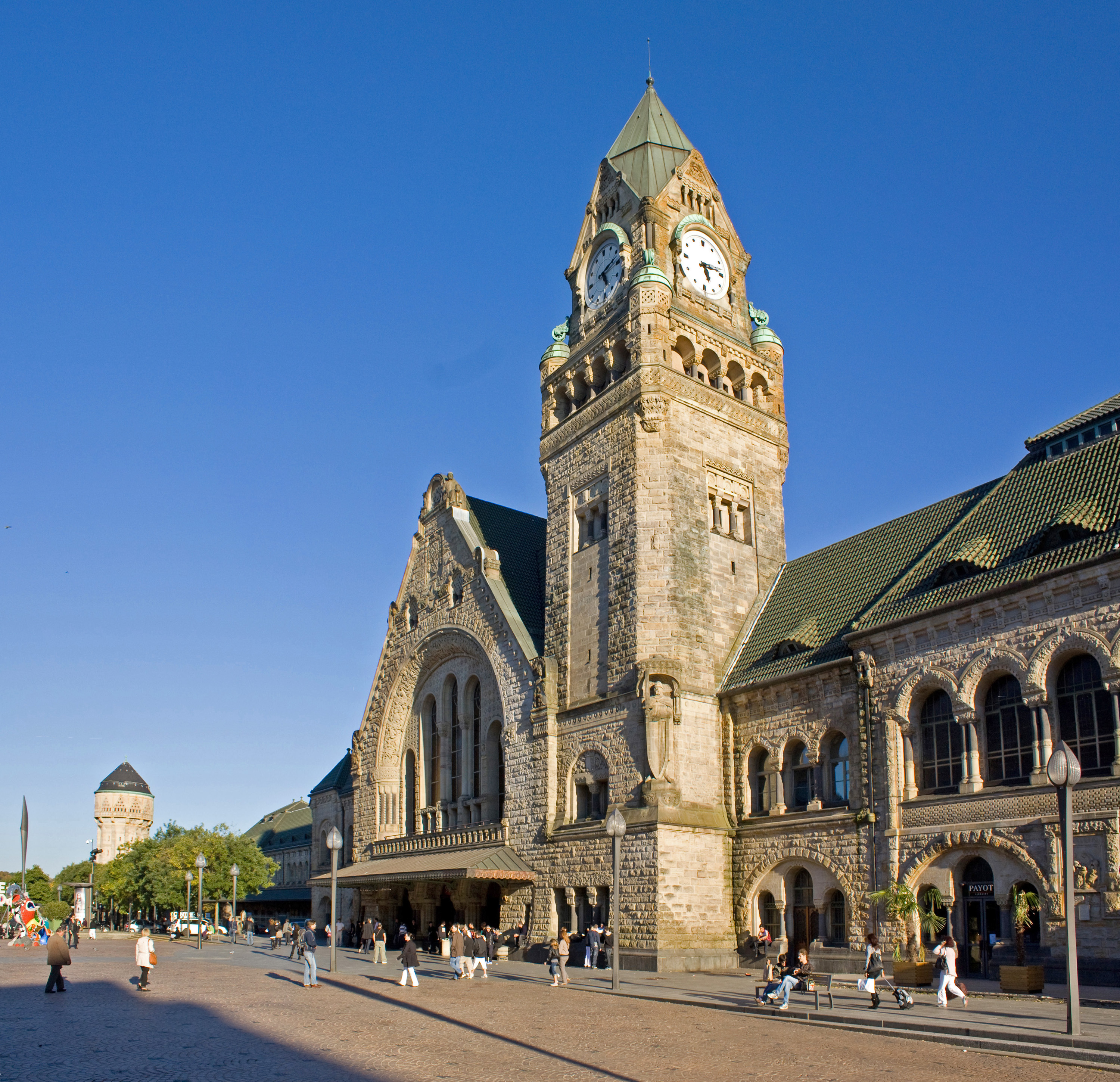
Metz Hauptbahnhof

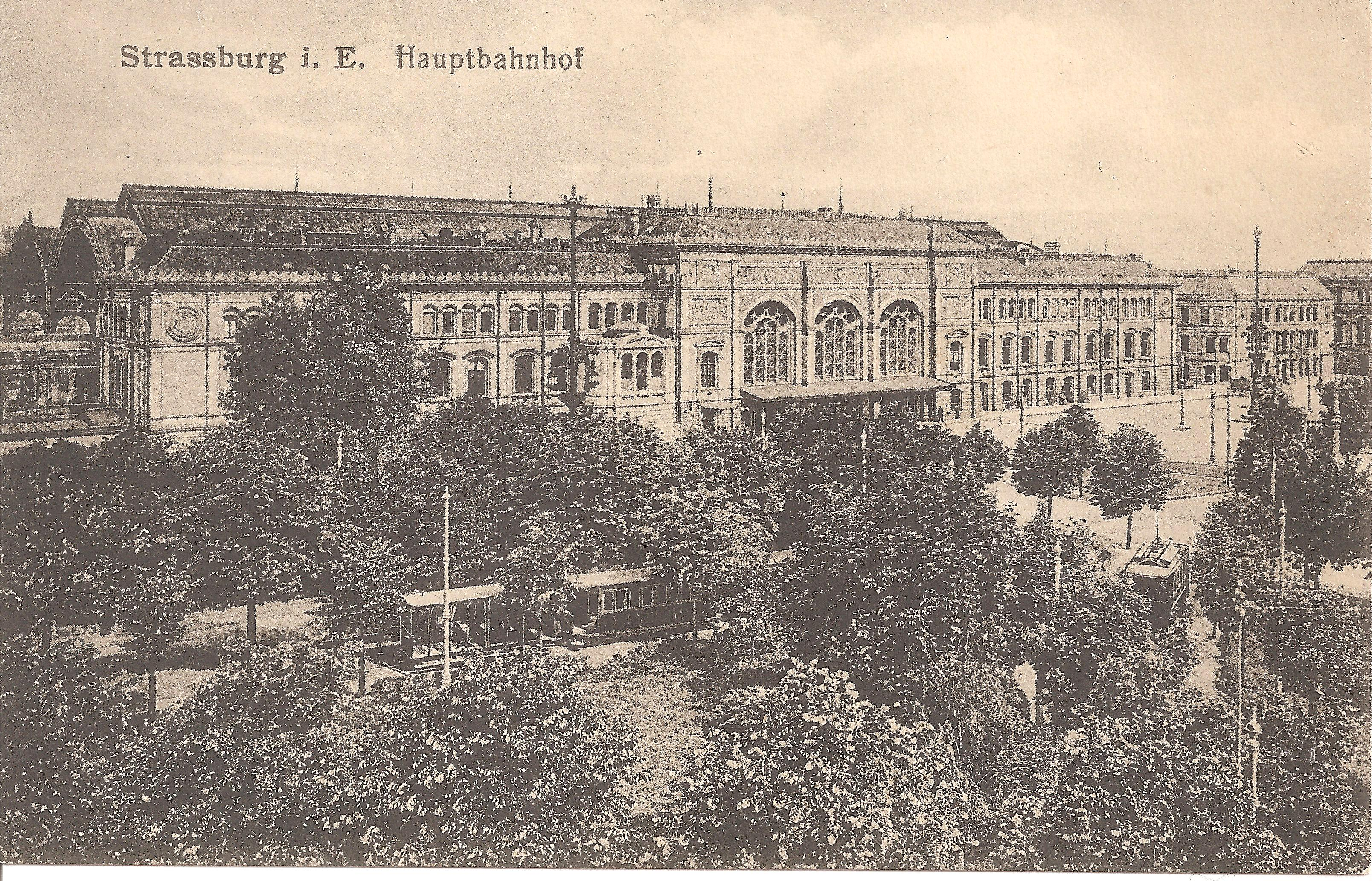
Straßburg Hauptbahnhof (ca. 1910) – vorne im Gebüsch die Straßenbahn mit Sommerwagen

Noch bevor die EL Ende 1871 gegründet wurde, vereinbarte die militärische Eisenbahnbetriebskommission 1 in Straßburg mit den betroffenen Eisenbahnen, den Pfälzischen Eisenbahnen, der Hessischen Ludwigsbahn und der Rheinischen Eisenbahn-Gesellschaft, je einen täglichen Personenzug und einen täglichen Schnellzug zwischen Köln und Basel über Weißenburg und Straßburg.:134
In Straßburg und Metz wurden die Kopfbahnhöfe aus der Mitte des 19. Jahrhunderts durch moderne Durchgangsbahnhöfe ersetzt. Der neue Bahnhof Straßburg Centralbahnhof wurde am 15. August 1883 eingeweiht, war hoch modern und der erste Großbahnhof, der komplett elektrisch beleuchtet wurde – eine Sensation, sogar für die Reisenden des Orient-Expresses.:131 Der neue Hauptbahnhof Metz war vornehmlich militärischen Bedürfnissen geschuldet, damit Zugfahrten in Richtung französischer Grenze durchgeführt werden konnten, ohne die Züge wenden zu müssen. Bereits ab 1882 fanden Versuche zur elektrischen Zugbeleuchtung statt.
Ende 1897 verkehrte der erste Durchgangszug (D) der EL, nachdem sie die dafür erforderlichen Durchgangswagen beschafft hatte.:142
Ab 1906 wurde bei der EL in Personenzügen die 4. Klasse eingeführt.:145, (Zahlen von 1913) Die Reisenden verteilten sich danach über die Klassen (in Klammern: durchschnittliche Reiselänge):160:
- 1. Klasse: 0,38 % (99 km)
- 2. Klasse: 4,76 % (56 km)
- 3. Klasse: 36 % (31 km)
- 4. Klasse: 58 % (21 km)

Im Jahr 1900 wurden Bahnsteigkarten zur Pflicht.:127
1907 griff eine deutschlandweite Bahnreform, mit der ein auf der Entfernung basierender Einheitstarif fixiert und einheitliche Zuggattungen festgeschrieben wurden, auch bei der EL.:143Das hätte eigentlich auch die Konkurrenz zwischen der EL und der badischen Eisenbahn beenden sollen. Aber der „Normaltarif“ schloss reduzierte Sondertarife nicht aus. So erfanden die Badischen Staatseisenbahnen das Kilometereheft: Der Fahrgast kaufte ein Kilometerkontingent zu reduziertem Preis in der gewünschten Klasse – und das galt sogar in Schnellzügen. Bald war der Spruch im Umlauf: „Was besitzt jeder Straßburger? – Ein badisches Kilometerheft!“ – sehr zum Leidwesen der EL.:154
Die Zahl der Reisenden auf der EL verfünffachte sich in der Zeit von 1873 bis 1913 von 10 Mio. auf 49 Mio.:11
Eine ganze Reihe von „Premium-Angeboten“ der Epoche nutzten auch das Netz der EL, so der Orient-Express – für den die EL im deutschen Streckenabschnitt die geschäftsführende Verwaltung war –, der Paris-Karlsbad-Express, der Riviera-Express, der Lloyd-Express und Kurswagen des Gotthard-Expresses.:10 Weitere Schnellzüge im internationalen Verkehr hatten schon in den 1870er Jahren die Ziele Basel, Paris, Ostende (mit Schiffsanschluss nach England) und Wien. Nach Berlin verkehrten damals vier bis fünf Züge pro Tag über unterschiedliche Wege. 1883 brachte mit der Einführung des Orient-Expresses und der Eröffnung der Gotthardbahn weiteren internationalen Verkehr auf die Gleise der EL.:135 Allerdings reisten 87 % der Fahrgäste innerhalb des Bereichs der EL, was aber nur 69. % der Einnahmen im Personenverkehr generierte. Im Jahr 1900 kamen zu den internationalen Verbindungen direkte Züge nach Lyon und in die Niederlande hinzu, an der Schwelle zum Ersten Weltkrieg gab es umsteigefreie Direktverbindungen von Straßburg nach Paris, Calais, Köln, Ostende, Amsterdam, Hamburg, Berlin, Dresden, Wien, Budapest, Konstantinopel, Mailand, Ventimiglia und Lyon.:143
Auch die damals Herrschenden nutzten mit ihren Zügen und Salonwagen die EL, Kaiser Wilhelm I. vier Mal:200, aber allen voran Kaiser Wilhelm II. (mindestens 19 Mal):122202–213 und Kronprinz Wilhelm.:215 Für den Statthalter, den Vertreter des Kaisers in Elsaß-Lothringen, hielt die EL einen eigenen Salonwagen vor.:219

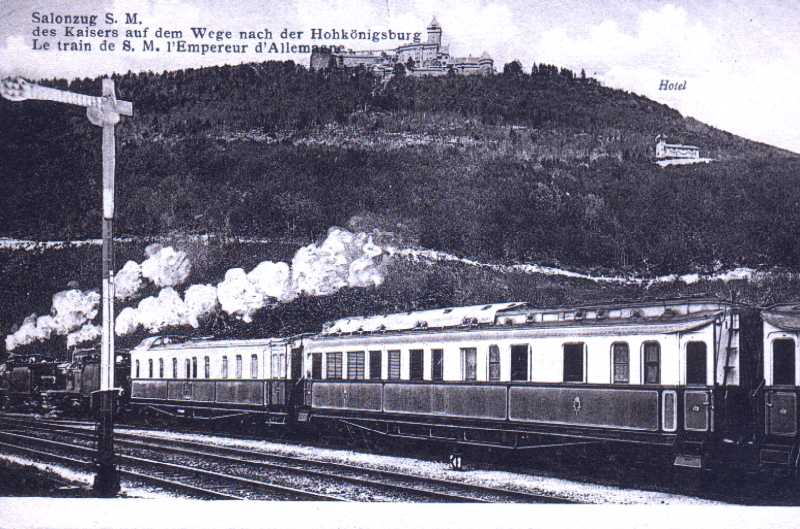
Hofzug Kaiser Wilhelms II. vor der Hohkönigsburg (Fotomontage auf einer Postkarte)

Kaiserpavillon des Bahnhofs Courcelles-Chaussy

Selbstverständlich fuhren die Großherzöge und die Großherzogin von Luxemburg, das einzige regierende Haus, das im Einzugsbereich der EL auch residierte, mit der EL. Der jeweilige Souverän von Luxemburg – oder dessen örtlicher Vertreter – hatten Salonwagen zu ihrer Verfügung, die von 1871 bis 1918 bei der EL eingestellt waren. Prinz Heinrich von Oranien-Nassau, der seinen Bruder, König Wilhelm III. der Niederlande – zugleich Großherzog von Luxemburg – als Statthalter in Luxemburg vertrat, nutzte den Salonwagen und ließ 1874 im Bahnhof Walferdange (Walferdingen) an der Bahnstrecke Luxemburg–Spa eine Remise für das Fahrzeug bauen. Der Prinz wohnte in Schloss Walferdingen. Großherzog Adolph dagegen residierte auf Schloss Berg. Er nutzte den Bahnhof Colmar-Berg, ebenfalls an der Bahnstrecke Luxemburg–Spa gelegen, und ließ dort 1891 eine Remise bauen. 1894 wurde sowohl für Großherzog Adolph als auch für Erbprinz Wilhelm (IV.) je ein neuer Salonwagen in Dienst gestellt. Die Fahrzeuge wurden normalerweise an planmäßige Züge angehängt.:214
Weitere Nutzer, die die EL mit Salonwagen oder Sonderzug befuhren waren:
- 1878 Nāser ad-Din Schāh (Nasreddin Schah) auf seiner Europareise und sein Sohn, Mozaffar ad-Din Schah, 1900, 1902 und 1905[1]:216
- 1880, 1890 und 1892 Königin Victoria zum Besuch ihrer Darmstädter Verwandtschaft[1]:216
- 1890 und 1903 Ex-Königin Isabella II. von Spanien[1]:217
- 1893, 1896 und 1904 Königin Wilhelmina der Niederlande und ihrer Mutter, der Königin-Regentin Emma[1]:217
- 1896, 1901 und 1909 Zar Nikolaus II. von Russland[1]:217
- 1900 und 1908 König Oskar II. von Schweden[1]:217
- 1905 König Friedrich August III. von Sachsen zum Besuch der Hohkönigsburg[1]:217
- 1906 König Leopold II. von Belgien[1]:217
- 1907 König Rama V. Chulalongkorn von Thailand[1]:217
- 1908 Erzherzog Franz Ferdinand, Thronfolger von Österreich-Ungarn[1]:218
- 1909 Großfürst Michael von Russland[1]:217
- 1910 Zar Ferdinand I. von Bulgarien[1]:217

### Güterverkehr
Der Güterverkehr spielte bei der EL eine überproportionale Rolle, lief allerdings nur zögerlich an, da die neue Grenze zwischen Deutschland und Frankreich gewachsene Strukturen trennte und der örtlichen Wirtschaft zunächst schadete. Das bedeutete auch für die EL ein finanzielles Desaster.:122 Erst mit dem sehr kalten Winter 1879 kam vermehrt Verkehr auf die EL, weil die Flussschifffahrt über lange Zeit wegen Eisgang ruhte. 15 % Mehrverkehr waren die Folge.:123
1913 betrugen die Einnahmen daraus 115 Mio. Mark – etwa das Dreifache der Einnahmen aus dem Personenverkehr.:121 Bei anderen deutschen Bahnen beliefen sich diese Einnahmen in der Regel auf das Doppelte. Einen erheblichen Anteil daran hatte die Schwerindustrie in Lothringen. 1912 stammt allein 60 % des Transportaufkommens und die Hälfte der Einnahmen der EL aus diesem Sektor.:12 Zum Transportaufkommen trugen weiter die Textilindustrie und der insgesamt hohe industrielle Entwicklungsstand des Reichslandes bei, zu dem eine sehr produktive Land- und Forstwirtschaft hinzutrat. Außerdem konnte die EL einen erheblichen Teil des Verkehrs von Produkten nach Norddeutschland, die Europa über die Mittelmeerhäfen erreichten, an sich ziehen. Ein wichtiges Massengut, das befördert wurde, waren Düngemittel, das seit 1908 im Oberelsass abgebaute Kali und Thomasmehl aus der Stahlindustrie Lothringens. Beides wurde mit der Bahn zu den Rheinhäfen, insbesondere in Straßburg und Lauterburg, gefahren und dort per Schiff weitertransportiert.:11f
Bahnpost:229–227
Ein wichtiger Zweig des Transportaufkommens war Post. Die beiden Oberpostdirektionen, die im Einzugsbereich der EL bestanden, Metz und Straßburg, nutzten die Bahn intensiv für den Transport der Briefe und Pakete. Zunehmender Umfang des Streckennetzes, ebenso wie eine wachsende Bevölkerung und eine zunehmende Nutzung der Angebote der Reichspost führten zu einem ständigen Wachstum des Bahnpost-Aufkommens:225:
| täglich                    | 1871 | 1880 | 1900 |
| -------------------------- | ---- | ---- | ---- |
| Von der Post genutzte Züge | 0135 | 0296 | 0652 |
| Zugkilometer im Postdienst | 1141 | 1906 | 6898 |

## Nach 1918

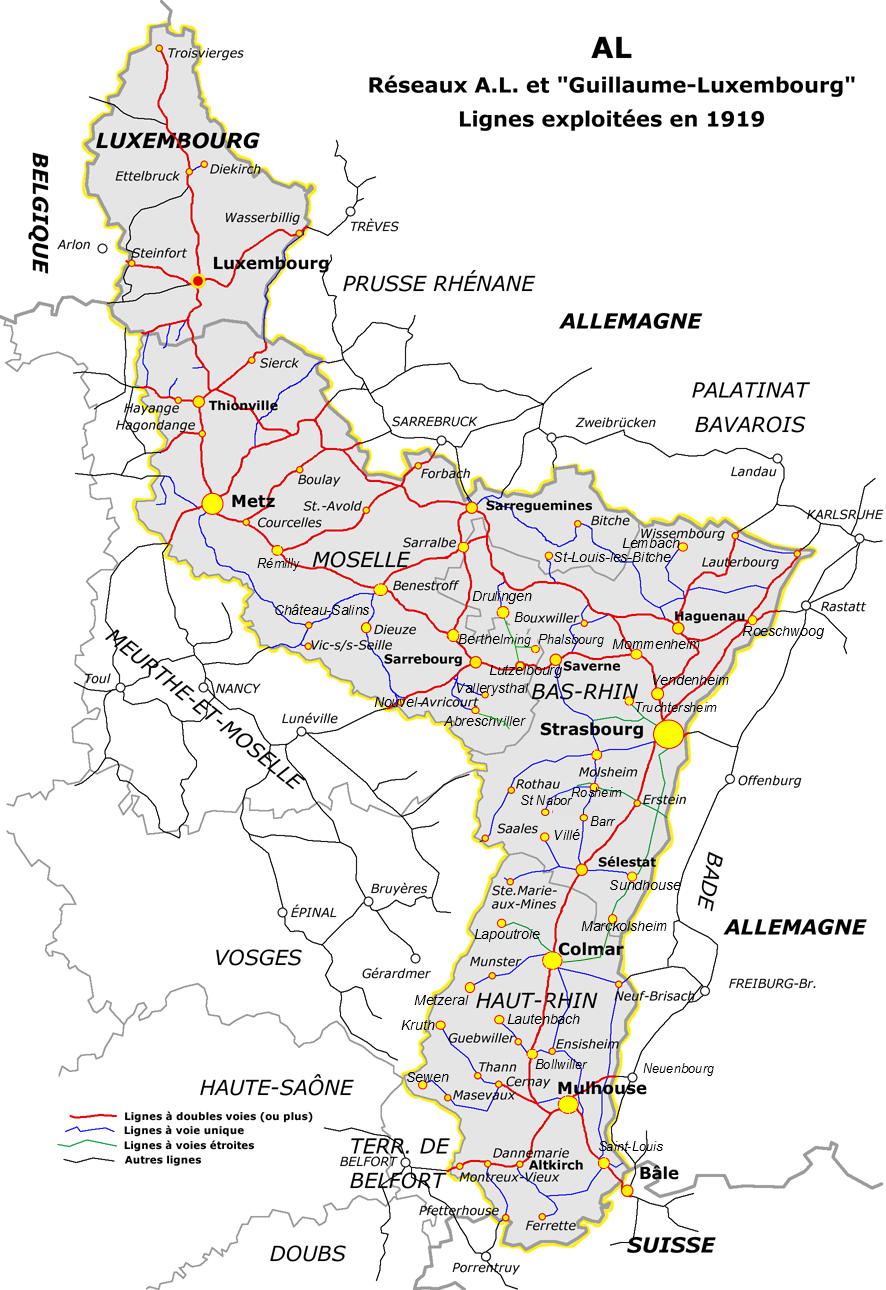
Netz der elsass-lothringischen Eisenbahnen und der luxemburgischen Eisenbahnen nach dem Ersten Weltkrieg

Nach dem Ende des Ersten Weltkriegs unterzeichneten die Kriegsgegner am 11. November 1918 den Waffenstillstand von Compiègne. Darin wurde auch festgelegt, dass die deutsche Seite die EL innerhalb von 31 Tagen an die französische Seite übergeben musste. Das französische Militär gründete die Commission des Chemins de fer de Campagne d’Alsace-Lorraine (CFCAL), die den Betrieb übernahm. Am 19. November 1918 sperrte das Militär den Eisenbahnverkehr nach Deutschland.:15
Nach dem Übergang des Elsass und Lothringens an Frankreich infolge zunächst französischer Besetzung und dann des Friedensvertrags von Versailles 1919 blieben die Bahnstrecken dort in staatlicher Hand. Der Generalkommissar der Republik Frankreich gründete am 19. Juni 1919 unter der Bezeichnung Administration des chemins de fer d’Alsace et de Lorraine (AL) eine neue Staatsbahn, die ab dem 30. November 1920 dem Ministerium für öffentliche Arbeiten unterstellt wurde. Sie ging 1938 in der Société nationale des chemins de fer français (SNCF) auf.:15
Die deutschen Eisenbahnbeamten wurden – sofern geflohen oder ausgewiesen – nach 1918 in deutsche Eisenbahnverwaltungen integriert, was rechtlich kompliziert war, weil es sich um Reichsbeamte handelte, die deutschen Bahnen aber 1919 noch „Länderbahnen“ waren. Für die Abwicklungsangelegenheiten war die Eisenbahn- und spätere Reichsbahndirektion Karlsruhe zuständig, die dafür bis 1924 eine eigene „Abteilung F“ unterhielt.
Auf dem Netz der ehemaligen Reichseisenbahnen in Elsaß-Lothringen wird bis heute auf zweigleisigen Strecken rechts gefahren, während im übrigen Frankreich Linksverkehr gilt. AL und EST entschieden sich aus Kostengründen darauf zu verzichten, das ehemalige Netz der EL von Rechts- auf Linksverkehr umzustellen, sondern dafür, an den Schnittstellen Überwerfungsbauwerke (französisch: saut-de-mouton – „Hammelsprung“) in die Strecken einzubauen.